# 지자먀오역
지자먀오역(중국어: 纪家庙站, 계획 건설 단계에서는 위취안잉역(중국어: 玉泉营站)으로 부름)은 중국 베이징시 펑타이구 신춘 가도 지자먀오 마을의 징카이 서로·리우춘로·지자먀오 지하철 동로 교차로에 위치한 베이징 지하철 10호선의 지하철역이다.

## 위치
지자먀오역은 남3환(南三环) 외곽, 완류교(万柳桥) 남쪽에 위치해 있으며, 한때 이곳에 싼황먀오(三皇庙)(지자먀오(纪家庙)라고도 함)를 지은 지(纪)라는 가문의 이름을 따서 명명되었다.
원래 계획에서는 차오차오역과 서우징마오역이 2.7km 떨어져 있었는데, 이는 펑타이구 정부의 요청에 따라 두 역 사이에 추가한 것이다. 인근 지자먀오 지역 주민들의 편의를 위한 역이다.

## 역 구조

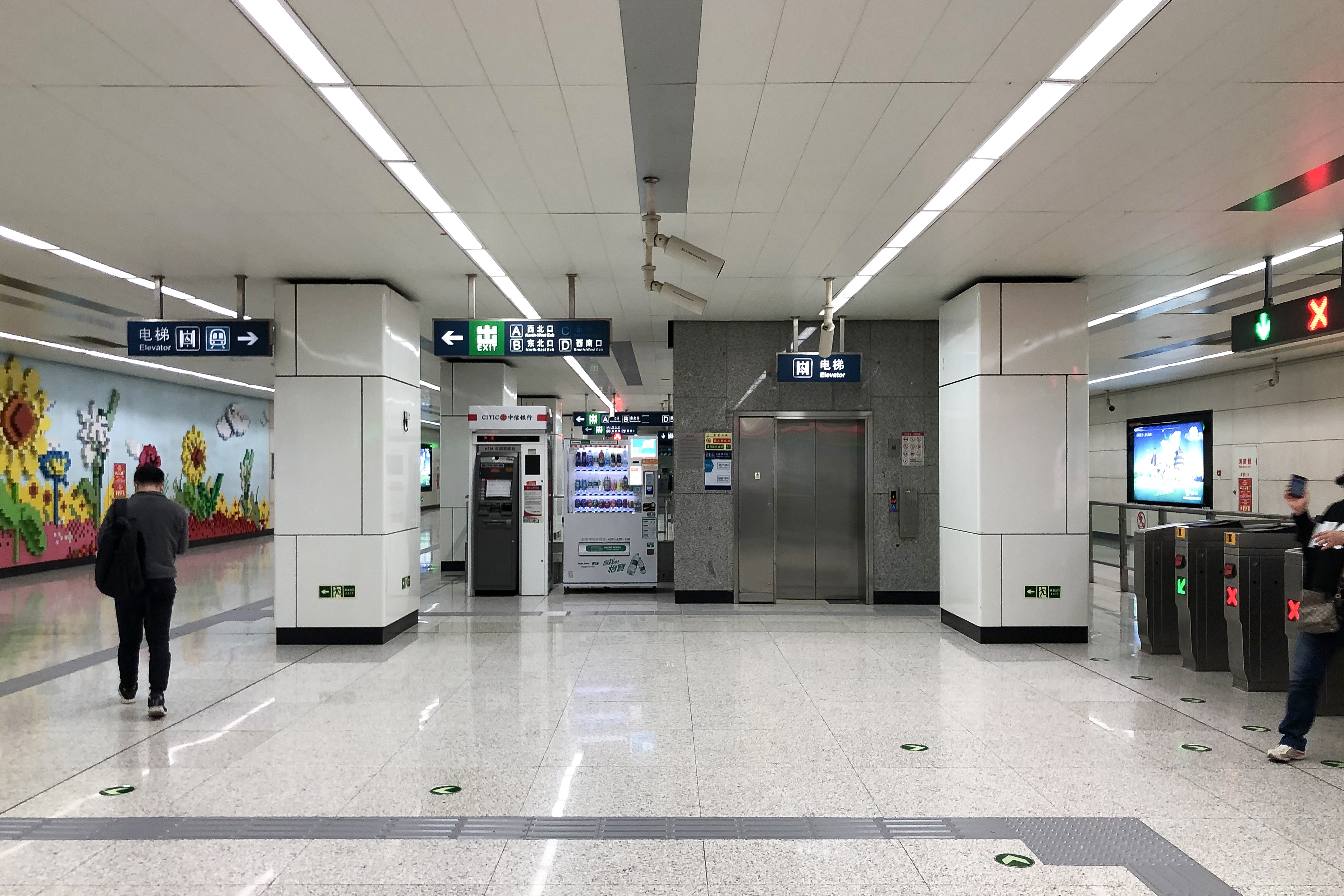
로비 (2021년 4월 촬영)

지자먀오역은 1면 2선의 섬식 승강장으로 설계된 2층 건물의 지하역이다. 역의 총 길이는 221.25m로, 출입구가 3개 존재한다.

### 층별 구조
| 지면층             | 가도                            | A—D출입구                       |
| 지하 1층 대합실 층 | 대합실                          | 고객센터, 자동 발권기, 출입문   |
| 지하 2층 승강장    | ←                               | ■ 10호선 내선 순환 (서우징마오) |
| 지하 2층 승강장    | 섬식 승강장, 왼쪽 출입문이 열림 |                                 |
| 지하 2층 승강장    | →                               | ■ 10호선 외선 순환 (차오차오)   |

## 출구
|                         |      |                               |      |             |
| 출구                    | 지시 | 출구 인근                     | 사진 | 무장애 시설 |
| 出口 · A                |      | 정왕분 280호원(郑王坟280号院) |      | 빈칸        |
| 出口 · B                |      | 이펑위안 1구(亿朋苑1区)       |      |             |
| 出口 · D                |      | 정왕분 97호원(郑王坟97号院)   |      | 빈칸        |
| 아이콘 설명: 엘리베이터 |      |                               |      |             |